# The Smiler
The Smiler è una montagna russa in acciaio del parco divertimenti britannico Alton Towers, situato nella contea dello Staffordshire. Costruito dalla ditta tedesca Gerstaluer, il coaster si propone come primo modello di Infinity Coaster al mondo.
Aperto nel 2013, The Smiler detiene attualmente il record per il maggior numero di inversioni su una montagna russa, 14, tra cui cinque corkscrew, un batwing, un cobra roll, due dive loop e un heartline roll. È anche il più alto del parco (22 m, insieme alla montagna russa di legno Wicker Man: tali altezze ridotte sono dovute a restrizioni imposte al parco dalle autorità locali per questioni ambientali) e il più lungo (1 170 m). Non è invece il più veloce: tale record spetta ad Oblivion, nella stessa sezione, l'X-Sector. Le velocità di The Smiler sono infatti limitate a causa delle varie inversioni, che se affrontate troppo rapidamente causerebbero nausea e forze g molto elevate.
Ciascun treno di The Smiler è composto da 4 file con altrettanti posti, portando a una capacità massima di 16 persone. Ci sono cinque treni sull'attrazione, che possono girare tutti insieme grazie alla presenza delle sezioni di blocco prima della stazione. Ciò porta a una capacità massima ipotetica di 1200 passeggeri all'ora.

## Storia

### Inizi
La costruzione di The Smiler fu accettata il 15 marzo 2012 dopo un incontro con lo Staffordshire Moorlands Council: poco più tardi, Gerstlauer venne incaricata di costruire l'attrazione. Alton Towers lanciò una campagna teaser e un intero sito dedicato per pubblicizzare il coaster, utilizzando il nome in codice SW7 (Secret Weapon 7, letteralmente "Arma Segreta 7"). Il formato del codename fu ispirato ad altri utilizzati in passato dal parco, come SW4 per il vicino Oblivion o SW6 per TH13TEEN. Nel giugno del 2012 Merlin Entertaintments, la società proprietaria di Alton Towers, avrebbe annunciato che l'attrazione si sarebbe chiamata The Smiler. Tuttavia il parco non ha rilasciato ulteriori comunicazioni al riguardo né confermato l'annuncio della Merlin. Poco tempo dopo, il 17 ottobre 2012, sono stati anche confermati i "numeri" dell'attrazione, tra cui velocità massima, lunghezza del tracciato, durata della corsa, passeggeri e capacità dei treni e il costo dell'attrazione. Anche dopo questa comunicazione, Alton Towers non ha confermato il nome della montagna russa.

### Costruzione
Dopo la sua chiusura alla fine della stagione 2005, le parti rimanenti dell'attrazione indoor Black Hole (1983) sono state progressivamente smantellate a partire dal 2012 per far posto alla nuova attrazione, i cui primi pezzi di binario sono arrivati nell'ottobre dello stesso anno. Tali sono poi stati spostati sul luogo della costruzione, nell'X-Sector.
Nel gennaio 2013 Alton Towers ha formalmente confermato che l'attrazione si sarebbe chiamata The Smiler, rivelando anche alcuni elementi della montagna russa il mese seguente. A marzo sono arrivati anche i treni dell'attrazione, che sono stati mostrati dal parco su Twitter e sul sito dell'attrazione. Ad aprile, infine, è stata completata la seconda collina di sollevamento, con un grado di salita verticale.

### Apertura
Inizialmente, The Smiler avrebbe dovuto aprire il primo giorno della stagione 2013 del parco, a marzo, ma a causa di alcuni ritardi nella costruzione la data è stata posticipata al 23 maggio 2013. Ulteriori problemi, tra cui un incidente durante i test della montagna russa, hanno obbligato Alton Towers a rinviare ancora più avanti l'apertura dell'attrazione. Il fatto ha irritato particolarmente diversi visitatori che avevano prenotato una visita ad Alton Towers per essere tra i primi a provare l'attrazione, tuttavia il parco li ha lasciati liberi di spostare la loro prenotazione più avanti. Alla fine, The Smiler è stato aperto il 31 maggio 2013.

## Inversioni
The Smiler conta 14 inversioni, detenendo così il record mondiale nella categoria.
| Inversione n° | Tipo           |
| ------------- | -------------- |
| 1             | Heartline roll |
| 2             | Corkscrew      |
| 3             | Dive loop      |
| 4             | Dive loop      |
| 5-6           | Batwing        |
| 7             | Corkscrew      |
| 8             | Corkscrew      |
| 9-10          | Sea serpent    |
| 11-12         | Cobra roll     |
| 13            | Corkscrew      |
| 14            | Corkscrew      |